# موسكو - شنغهاي
موسكو - شنغهاي (بالألمانية: Moskau – Shanghai) هو فيلم أبيض وأسود درامي ألماني إنتاج عام 1936 من إخراج باول ويغنر وبطولة بولا نيجري وغوستاف ديزل وسوسي لانر. تم تصويره في استوديوهات بابلسبيرغ في برلين. تم تصميم مجموعات الفيلم من قبل المخرج الفني ألفريد بوتو وويلي هيرمان.
الفيلم هو أحد الأفلام الصوتية القليلة مع بولا نيغري، يحكي تركز نبيلة روسية منفية فقدت أثر ابنتها وضابط شاب كانت تتوق إليه، خلال سنوات بعد الثورة البلشفية حتى تجدهما معًا.
تم توزيع الفيلم بواسطة فيلم تيرا، وتم عرضه في دور العرض في 8 أكتوبر 1936 في ألمانيا بعنوان الطريق الى شنغهاي ، تم عرضه لأول مرة في مبنى الكابيتول في برلين. وهي معروفة أيضًا بالعنوان البديل بين موسكو وشنغهاي أو لقاء في شنغهاي.

## طقام التمثيل
- بولا نيجري بدور أولغا بيترونا
- وولفجانج كيبلر في دور ألكسندر ريبين
- غوستاف ديزل بدور سيرج سميرناو
- سوسي لانر بدور ماريا
- إريك زيجل بدور الجنرال مارتو
- كارل دانيمان بدور جريشا
- هوغو فيرنر كالي كقائد
- بول بيلت بدور الجنرال نيشلودو
- كارل ميكسنر بدور البابا
- رودولف شوندلر بدور جالجنفوغل
- هاينز ويمبر كقائد في كاريو
- فرانز ويلهامر رئيسًا للسكك الحديدية
- هانز واتشاتكو بصفة جنرال في شنغهاي
- دوروثيا ثيس بدور السيدة إيوانونا
- والتر جروس كمدير في شنغهاي
- إرنست بهمر بدور باهنبيمتر
- أريبرت جريمر في دور قطار المتمردين
- جوستاف مانكي كمراقب
- إدوين يورجنسن كمدير للنيتري
- سيرج جاروف كقائد كورالي، دون القوزاق
- إلسا فاغنر في دور السيدة إيوانونا
- تشارلي بيرغر في دور موظف في الاستقبال في موسكو
- والتر بيشوف في دور لاجئ

## روابط خارجية
- موسكو - شنغهاي  في قاعدة بيانات الأفلام على الإنترنت (بالإنجليزية)